# Capsaspora
Capsaspora là một chi thuộc vực Eukaryota, là sinh vật đơn bào, sống cộng sinh trong haemolymph của loài ốc nước ngọt nhiệt đới Biomphalaria glabrata.

## Phân loại học
Mặc dù nó là một loài Opisthokonta, nó có vẻ không giống với bất kỳ loài Opisthokonta đã được công bố như nucleariida hay Mesomycetozoea. Nó hình thành một nhóm riêng, có thể cùng với Ministeria.  Nhóm này có quan hệ với Animalia và Choanoflagellatea.

### Các loài
Làm thế nào động vật (động vật đa bào) có nguồn gốc từ các tổ tiên đơn bào của chúng vẫn còn là một câu hỏi lớn của sinh học. Nhóm nghiên cứu ở đại học Barcelona đã đưa ra những phát hiện mới và Capsaspora owczarzaki gần đây đã được xem là một ứng viên cho việc giải thích này.